# Мого наступного гостя не треба представляти з Девідом Леттерманом
«Мого наступного гостя не треба представляти з Девідом Леттерманом» (англ. «My Next Guest Needs No Introduction with David Letterman»), зазвичай згадується як «Наступний гість Девіда Леттермана» (англ. «My Next Guest») — американське ток-шоу з ведучим Девідом Леттерманом, прем'єра якого відбулася 12 січня 2018 року на Netflix. Серіал складається з інтерв'ю з одним гостем у кожній серії як у студії, так і за її межами. Шоу отримало загалом позитивні відгуки, зокрема, схвальні відгуки про його формат, ведучого Леттермана, вибір гостей та змістовні розмови. Програма 4 рази номінувалася на премію Еммі в категорії «Прайм-тайм» за видатні неігрові програми або спеціальні програми.

## Епізоди

### Перший сезон (2018)
| № серії (загалом) | № серії (в сезоні) | Назва серії                                | Гість          | Оригінальна дата виходу |
| ----------------- | ------------------ | ------------------------------------------ | -------------- | ----------------------- |
| 1                 | 1                  | «Тепер це зовсім інша гра»                 | Барак Обама    | 12 січня 2018           |
| 2                 | 2                  | «Ти будеш репортером, я буду Ліз Тейлор»   | Джордж Клуні   | 9 лютого 2018           |
| 3                 | 3                  | «Знаєте, вона має Нобелівську премію миру» | Малала Юсафзай | 9 березня 2018          |
| 4                 | 4                  | «У мене теж був газетний маршрут»          | Jay-Z          | 6 квітня 2018           |
| 5                 | 5                  | «Це просто мінно-вибуховий гоп-стоп»       | Тіна Фей       | 4 травня 2018           |
| 6                 | 6                  | «Говард Стерн»                             | Говард Стерн   | 31 травня 2018          |

#### Бонусні епізоди (2018)
| № серії (загалом) | Назва серії                  | Гість           | Оригінальна дата виходу |
| ----------------- | ---------------------------- | --------------- | ----------------------- |
| 7                 | «Девіде Леттерман, ти ідіот» | Джеррі Сайнфелд | 8 травня 2018           |

### Другий сезон (2019)
| № серії (загалом) | № серії (в сезоні) | Назва серії        | Гість            | Оригінальна дата виходу |
| ----------------- | ------------------ | ------------------ | ---------------- | ----------------------- |
| 8                 | 1                  | «Каньє Вест»       | Каньє Вест       | 31 травня 2019          |
| 9                 | 2                  | «Еллен Дедженерес» | Еллен Дедженерес | 31 травня 2019          |
| 10                | 3                  | «Тіффані Геддіш»   | Тіффані Геддіш   | 31 травня 2019          |
| 11                | 4                  | «Льюїс Гамільтон»  | Льюїс Гамільтон  | 31 травня 2019          |
| 12                | 5                  | «Мелінда Гейтс»    | Мелінда Гейтс    | 31 травня 2019          |

#### Бонусні епізоди (2019)
| № серії (загалом) | Назва серії        | Гість            | Оригінальна дата виходу |
| ----------------- | ------------------ | ---------------- | ----------------------- |
| 13                | «Зак Галіфіанакіс» | Зак Галіфіанакіс | 21 червня 2019          |

### Спеціальні епізоди (2019)
| № серії (загалом) | Назва серії  | Гість      | Оригінальна дата виходу |
| ----------------- | ------------ | ---------- | ----------------------- |
| 14                | «Шахрух Хан» | Шахрух Хан | 25 жовтня 2019          |

### Третій сезон (2020)
| № серії (загалом) | № серії (в сезоні) | Назва серії             | Гість                 | Оригінальна дата виходу |
| ----------------- | ------------------ | ----------------------- | --------------------- | ----------------------- |
| 15                | 1                  | «Кім Кардаш'ян»         | Кім Кардаш'ян         | 21 жовтня 2020          |
| 16                | 2                  | «Роберт Дауні-молодший» | Роберт Дауні-молодший | 21 жовтня 2020          |
| 17                | 3                  | «Дейв Шапел»            | Дейв Шапел            | 21 жовтня 2020          |
| 18                | 4                  | «Ліззо»                 | Ліззо                 | 21 жовтня 2020          |

### Четвертий сезон (2022)
| № серії (загалом) | № серії (в сезоні) | Назва серії          | Гість                          | Оригінальна дата виходу |
| ----------------- | ------------------ | -------------------- | ------------------------------ | ----------------------- |
| 19                | 1                  | «Біллі Айліш»        | Біллі Айліш, Фіннеас О'Коннелл | 20 травня 2022          |
| 20                | 2                  | «Вілл Сміт»          | Вілл Сміт                      | 20 травня 2022          |
| 21                | 3                  | «Cardi B»            | Cardi B                        | 20 травня 2022          |
| 22                | 4                  | «Раян Рейнольдс»     | Раян Рейнольдс                 | 20 травня 2022          |
| 23                | 5                  | «Кевін Дюрант»       | Кевін Дюрант                   | 20 травня 2022          |
| 24                | 6                  | «Джулія Луї-Дрейфус» | Джулія Луї-Дрейфус             | 20 травня 2022          |

### Спеціальні епізоди (2022)
| № серії (загалом) | Назва серії                                               | Guest                | Оригінальна дата виходу |
| ----------------- | --------------------------------------------------------- | -------------------- | ----------------------- |
| 25                | «Наступний гість Девіда Леттермана: Володимир Зеленський» | Володимир Зеленський | 12 грудня 2022          |